# 富根村
富根村（とみねむら）は、秋田県山本郡にあった村。現在の能代市二ツ井町飛根、二ツ井町駒形にあたる。

## 地理
- 山 : 茂谷山 (能代市)
- 河川：米代川

## 歴史
- 1889年（明治22年）4月1日 - 町村制の施行により、飛根村、駒形村の区域をもって発足。
- 1955年（昭和30年）3月25日 - 二ツ井町・荷上場村・種梅村と合併し、改めて二ツ井町が発足。同日富根村廃止。
- 2006年（平成18年）3月21日 - 二ツ井町が能代市と合併し、改めて能代市が発足。

## 交通

### 鉄道路線
- 日本国有鉄道
  - 奥羽本線
    - 富根駅

### 道路
- 国道7号

## 著名出身者
- 山本庄司(1857年-1924年) 秋田自由民権運動の父と言われる。秋田県初の政党、秋田改進党の設立に参画。富根村長
- 山本時男 (生物学者) - 山本庄司の子
- 山本徳三郎 (砂防・植林技師)